# Fay (Orne)
Pour les articles homonymes, voir Fay.
Fay est une commune française, située dans le département de l'Orne en région Normandie, peuplée de 69 habitants.

## Géographie

### Description

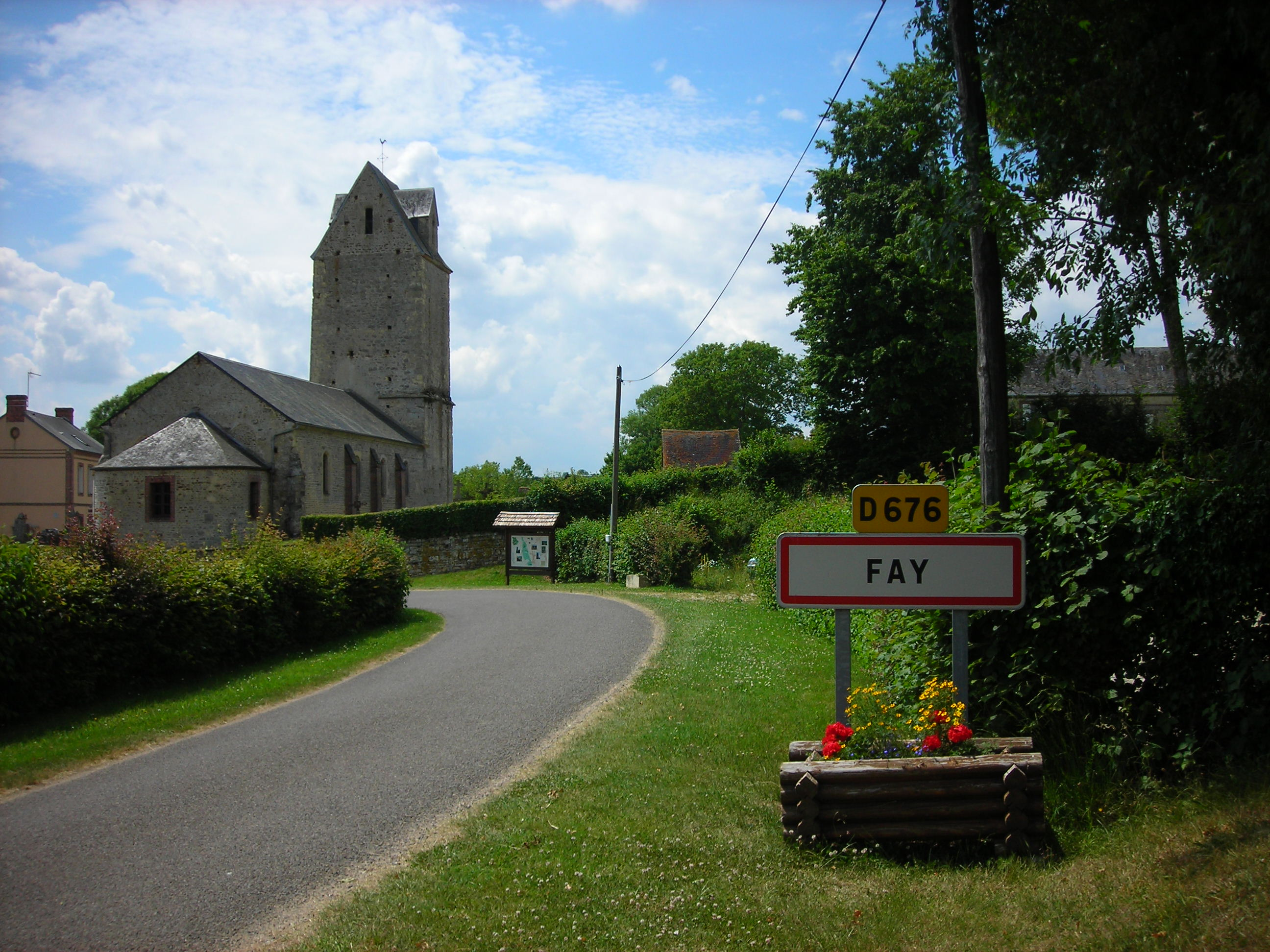
Ambiance du village.

Fay est un village situé dans le sud-ouest du pays d'Ouche.

### Communes limitrophes
La commune  jouxte les communes de Planches, Sainte-Gauburge-Sainte-Colombe au sud et Mahéru à l'est, dans le Pays d'Ouche, ainsi que Ferrières-la-Verrerie  et 	Saint-Agnan-sur-Sarthe.
| Planches              | Sainte-Gauburge-Sainte-Colombe | Mahéru |
| Ferrières-la-Verrerie | Fay                            | Mahéru |
| Ferrières-la-Verrerie | Saint-Agnan-sur-Sarthe         | Mahéru |

### Hydrographie
La commune est traversée par la ligne de partage des eaux entre les bassins hydrographiques Seine-Normandie et Loire-Bretagne. Elle est drainée par le Fay, le ruisseau de Fay et le fossé 07 de la commune de Planches,,.
Un plan d'eau complète le réseau hydrographique : le plan d'eau 1 de la commune de Maheru (0,66 ha),.

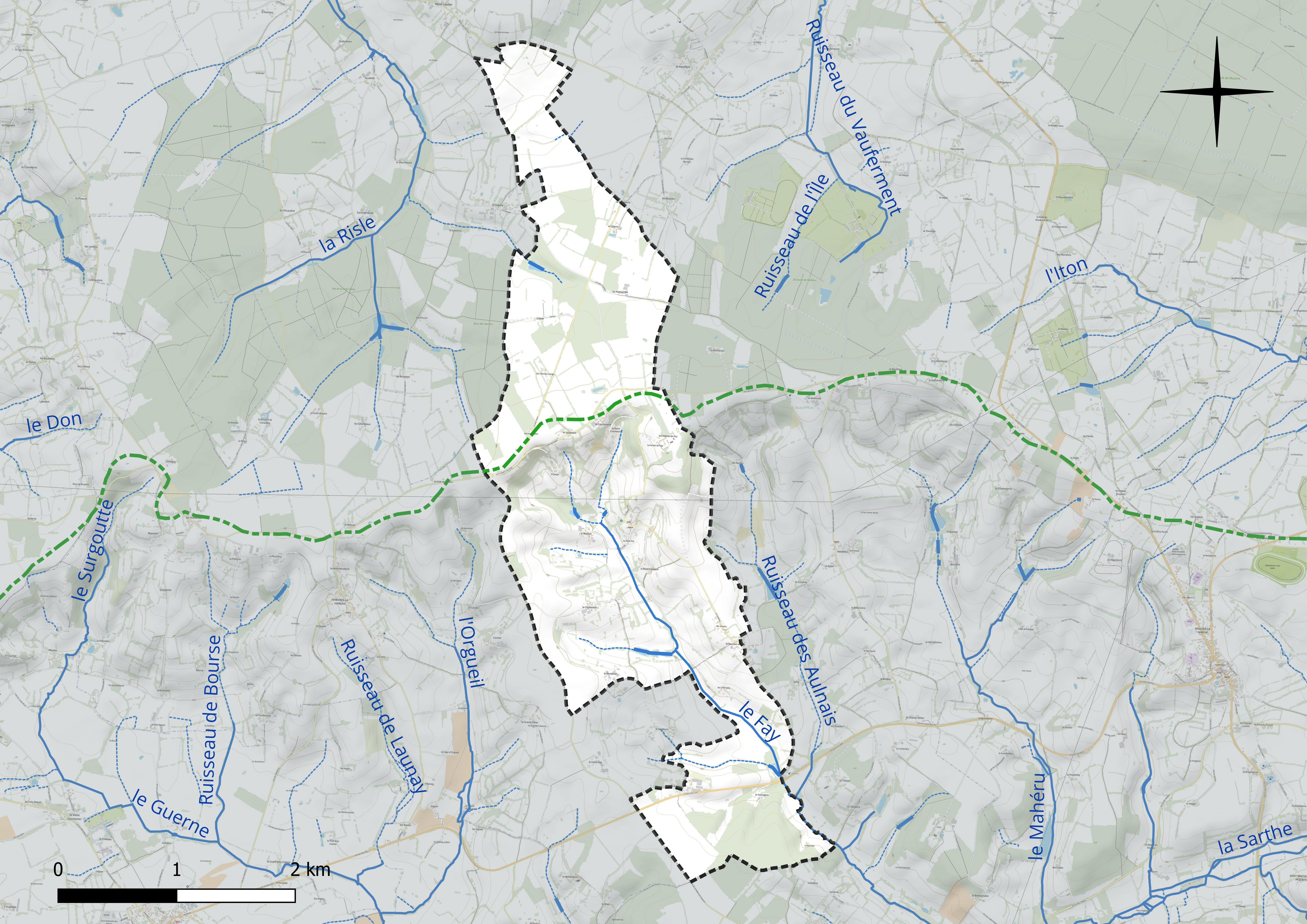
Réseau hydrographique de Fay.

### Climat
Pour des articles plus généraux, voir Climat de la Normandie et Climat de l'Orne.
En 2010, le climat de la commune est de type climat océanique dégradé des plaines du Centre et du Nord, selon une étude du CNRS s'appuyant sur une série de données couvrant la période 1971-2000. En 2020, Météo-France publie une typologie des climats de la France métropolitaine dans laquelle la commune est exposée à un climat océanique altéré et est dans la région climatique Normandie (Cotentin, Orne), caractérisée par une pluviométrie relativement élevée (850 mm/a) et un été frais (15,5 °C) et venté. Parallèlement le GIEC normand, un groupe régional d’experts sur le climat, différencie quant à lui, dans une étude de 2020, trois grands types de climats pour la région Normandie, nuancés à une échelle plus fine par les facteurs géographiques locaux. La commune est, selon ce zonage, exposée à un « climat contrasté des collines », correspondant au Pays d'Ouche et au Perche et bénéficiant d’un caractère continental affirmé avec des précipitations atténuées et des amplitudes thermiques fortes.
Pour la période 1971-2000, la température annuelle moyenne est de 10,1 °C, avec une amplitude thermique annuelle de 14,3 °C. Le cumul annuel moyen de précipitations est de 827 mm, avec 13 jours de précipitations en janvier et 8,1 jours en juillet. Pour la période 1991-2020, la température moyenne annuelle observée sur la station météorologique la plus proche, située sur la commune du Merlerault à 10 km à vol d'oiseau, est de 0,0 °C et le cumul annuel moyen de précipitations est de 0,0 mm,. Pour l'avenir, les paramètres climatiques de la commune estimés pour 2050 selon différents scénarios d’émission de gaz à effet de serre sont consultables sur un site dédié publié par Météo-France en novembre 2022.

## Urbanisme

### Typologie
Au 1er janvier 2024, Fay est catégorisée commune rurale à habitat très dispersé, selon la nouvelle grille communale de densité à sept niveaux définie par l'Insee en 2022.
Elle est située hors unité urbaine et hors attraction des villes,.

### Occupation des sols

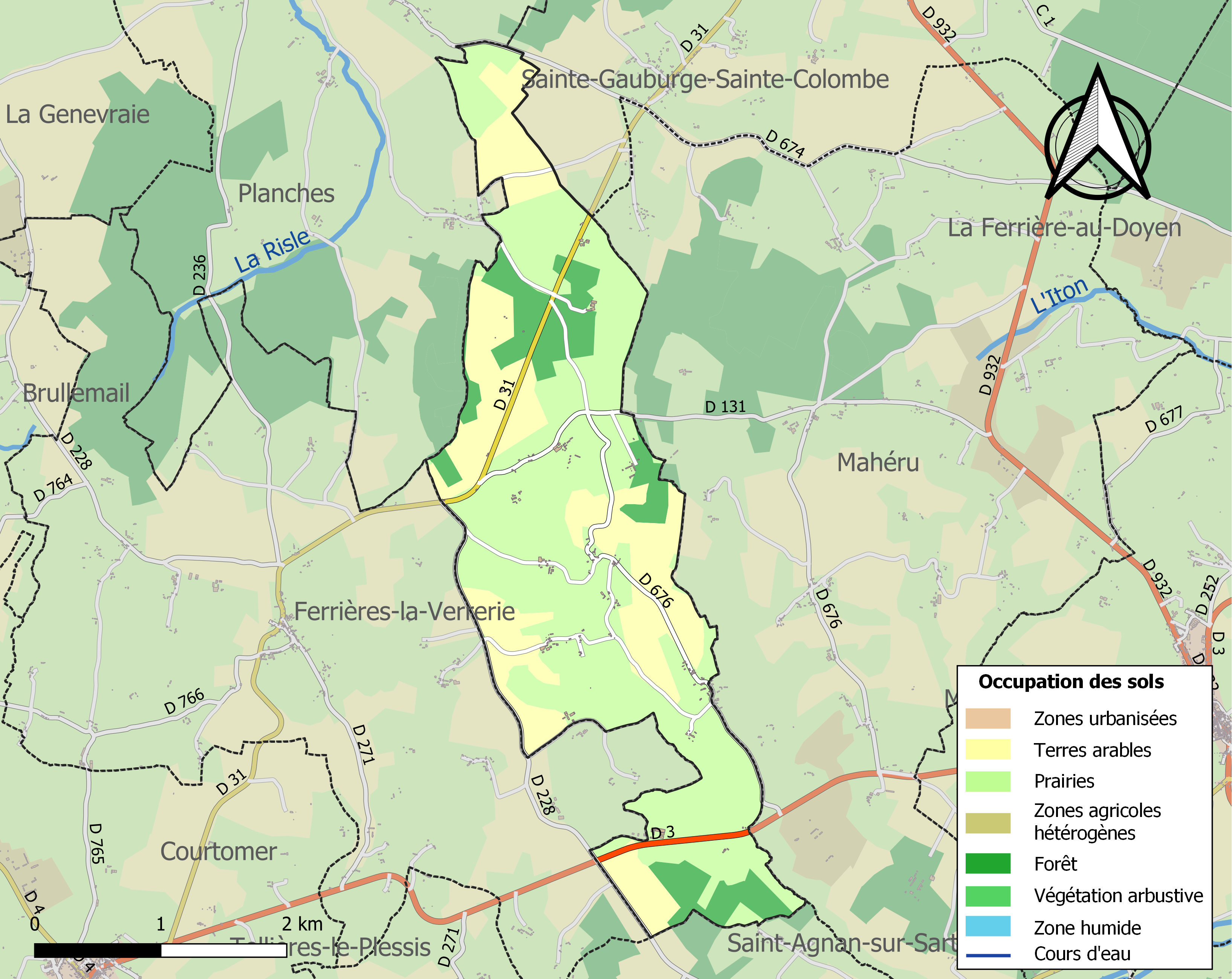
Carte des infrastructures et de l'occupation des sols de la commune en 2018 (CLC).

L'occupation des sols de la commune, telle qu'elle ressort de la base de données européenne d’occupation biophysique des sols Corine Land Cover (CLC), est marquée par l'importance des territoires agricoles (87,8 % en 2018), une proportion identique à celle de 1990 (87,8 %). La répartition détaillée en 2018 est la suivante : 
prairies (57,7 %), terres arables (30,1 %), forêts (12,2 %). L'évolution de l’occupation des sols de la commune et de ses infrastructures peut être observée sur les différentes représentations cartographiques du territoire : la carte de Cassini (XVIIIe siècle), la carte d'état-major (1820-1866) et les cartes ou photos aériennes de l'IGN pour la période actuelle (1950 à aujourd'hui).

### Habitat et logement
En 2018, le nombre total de logements dans la commune était de 68, alors qu'il était de 66 en 2013 et de 68 en 2008.
Parmi ces logements, 51,7 % étaient des résidences principales, 41,7 % des résidences secondaires et 6,7 % des logements vacants. Ces logements étaient pour 98,3 % d'entre eux des maisons individuelles et pour 1,7 % des appartements.
Le tableau ci-dessous présente la typologie des logements à Fay en 2018 en comparaison avec celle de l'Orne et de la France entière. Une caractéristique marquante du parc de logements est ainsi une proportion de résidences secondaires et logements occasionnels (41,7 %) très supérieure à celle du département (10,5 %) et à celle de la France entière (9,7 %). Concernant le statut d'occupation de ces logements, 88,2 % des habitants de la commune sont propriétaires de leur logement (78,1 % en 2013), contre 64,3 % pour l'Orne et 57,5 % pour la France entière.
| Typologie                                               | Fay  | Orne | France entière |
| ------------------------------------------------------- | ---- | ---- | -------------- |
| Résidences principales (en %)                           | 51,7 | 78,3 | 82,1           |
| Résidences secondaires et logements occasionnels (en %) | 41,7 | 10,5 | 9,7            |
| Logements vacants (en %)                                | 6,7  | 11,2 | 8,2            |

## Toponymie
Le nom de la localité est attesté sous la forme de Fageto en 1062 et en 1063.
Le nom de la commune vient du vieux-français fay qui signifie hêtraie, l'ancien suffixe -ey / -ay [du latin -etu(m)], jadis masculin est devenu féminin et est orthographié -aie (chênaie, frênaie, etc.). Hêtre est un emprunt du français médiéval au flamand et de diffusion récente dans l'hexagone. Les dialectes d'oïl conservent le terme fou ou fau, hêtre, issu du latin fagu(s), d'où fag-etu(m) > fay, fey ou fy[réf. nécessaire].

## Histoire

Fay au tout début du XXe siècle
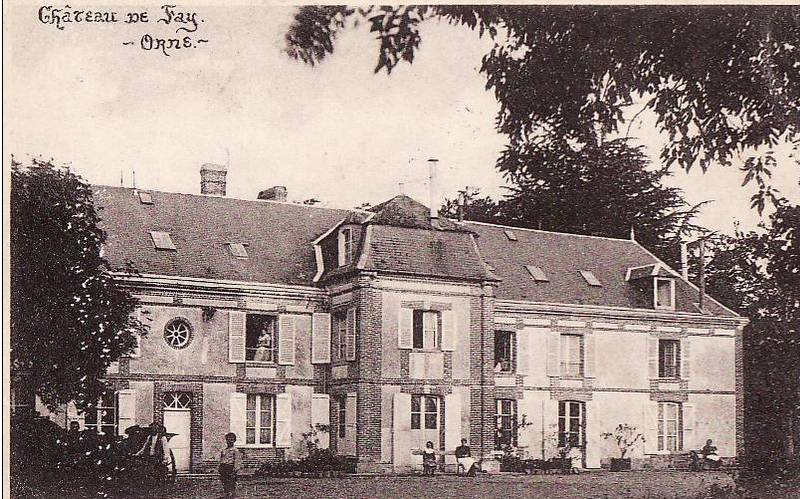
Le château

## Politique et administration

### Rattachements administratifs et électoraux

#### Rattachements administratifs
La commune se trouve depuis 1942 dans l'arrondissement de Mortagne-au-Perche du département de l'Orne.
Elle faisait partie depuis 1793 du canton de Moulins-la-Marche. Dans le cadre du redécoupage cantonal de 2014 en France, cette circonscription administrative territoriale a disparu, et le canton n'est plus qu'une circonscription électorale.

#### Rattachements électoraux
Pour les élections départementales, la commune fait partie depuis 2014 du canton de Rai
Pour l'élection des députés, elle fait partie de la deuxième circonscription de l'Orne.

### Intercommunalité
Fay était membre de la petite communauté de communes du Pays de la Marche, un établissement public de coopération intercommunale (EPCI) à fiscalité propre créé en 1996 et auquel la commune avait transféré un certain nombre de ses compétences, dans les conditions déterminées par le code général des collectivités territoriales.
Conformément aux prescriptions de la loi de réforme des collectivités territoriales du 16 décembre 2010, qui a prévu le renforcement et la simplification des intercommunalités et la constitution de structures intercommunales de grande taille, une première fusion intervient entre cette intercommunalité et la communauté de communes du Pays de L'Aigle, formant le 1er janvier 2013 la communauté de communes des Pays de L'Aigle et de la Marche, dont est désormais membre la commune.

### Administration municipale
Compte tenu de la population de la commune, son conseil municipal est constitué de sept membres;, dont le maire et son ou ses adjoints

### Liste des maires
| Période                                  | Période    | Identité                | Étiquette | Qualité                                                             |
| ---------------------------------------- | ---------- | ----------------------- | --------- | ------------------------------------------------------------------- |
| Les données manquantes sont à compléter. |            |                         |           |                                                                     |
|                                          |            |                         |           |                                                                     |
|                                          |            | Le Cousturier de Courcy |           | Propriétaire                                                        |
|                                          |            |                         |           |                                                                     |
| juin 1995                                | août 2023. | Marie-Odile Tavernier   | MoDem     | Assistante sociale et exploitante agricole retraitée Démissionnaire |

## Démographie
L'évolution du nombre d'habitants est connue à travers les recensements de la population effectués dans la commune depuis 1793. Pour les communes de moins de 10 000 habitants, une enquête de recensement portant sur toute la population est réalisée tous les cinq ans, les populations de référence des années intermédiaires étant quant à elles estimées par interpolation ou extrapolation. Pour la commune, le premier recensement exhaustif entrant dans le cadre du nouveau dispositif a été réalisé en 2005.

En 2022, la commune comptait 69 habitants, en évolution de −2,82 % par rapport à 2016 (Orne : −3,21 %, France hors Mayotte : +2,11 %).
| 1793 | 1800 | 1806 | 1821 | 1836 | 1841 | 1846 | 1851 | 1856 |
| ---- | ---- | ---- | ---- | ---- | ---- | ---- | ---- | ---- |
| 410  | 335  | 373  | 335  | 348  | 356  | 301  | 285  | 295  |

| 1861 | 1866 | 1872 | 1876 | 1881 | 1886 | 1891 | 1896 | 1901 |
| ---- | ---- | ---- | ---- | ---- | ---- | ---- | ---- | ---- |
| 310  | 300  | 302  | 276  | 244  | 233  | 221  | 210  | 196  |

| 1906 | 1911 | 1921 | 1926 | 1931 | 1936 | 1946 | 1954 | 1962 |
| ---- | ---- | ---- | ---- | ---- | ---- | ---- | ---- | ---- |
| 218  | 191  | 165  | 149  | 161  | 151  | 147  | 162  | 125  |

| 1968 | 1975 | 1982 | 1990 | 1999 | 2005 | 2006 | 2010 | 2015 |
| ---- | ---- | ---- | ---- | ---- | ---- | ---- | ---- | ---- |
| 116  | 89   | 71   | 69   | 73   | 61   | 63   | 64   | 71   |

| 2020 | 2022 | - | - | - | - | - | - | - |
| ---- | ---- | - | - | - | - | - | - | - |
| 69   | 69   | - | - | - | - | - | - | - |

Au premier recensement républicain, en 1793, Fay comptait 410 habitants, population jamais atteinte depuis.

## Économie
La commune a un élevage de cerfs présent sur son territoire.

## Culture locale et patrimoine

### Lieux et monuments

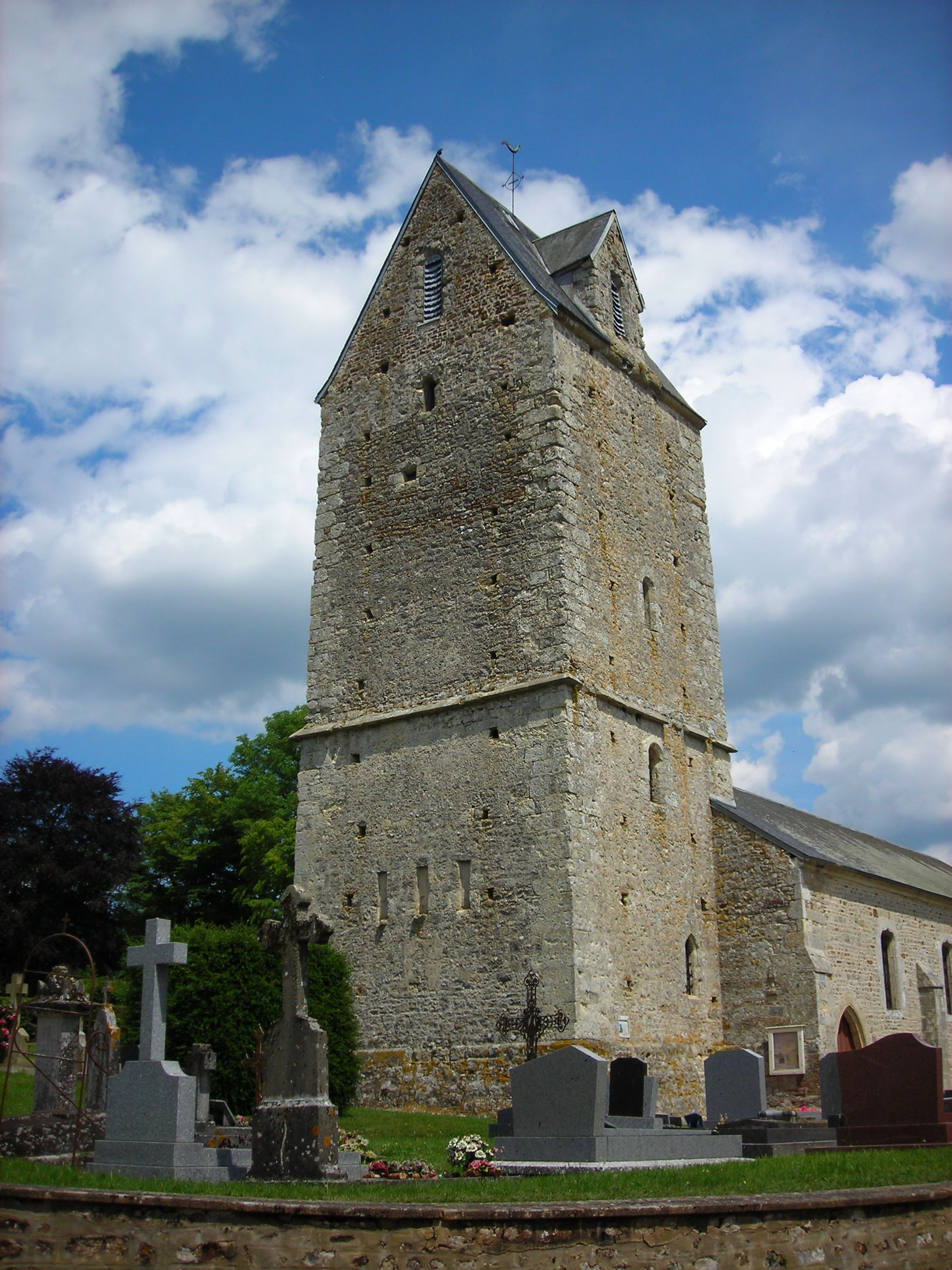
L'église Saint-Martin.

- Église Saint-Martin datée du XVIe siècle, possède un clocher carré et des fenêtres à arc. Elle abrite un fauteuil de célébrant (XVIIIe), un groupe sculpté du XVe siècle et une statue de saint Martin, ces trois œuvres étant classées à titre d'objet aux Monuments historiques[27].
- Château de Fay.

## Pour approfondir